# Campionati del mondo di ciclismo su pista 2010 - 500 metri a cronometro
I 500m a cronometro sono stati uno dei nove eventi femminili disputati ai Campionati del mondo di ciclismo su pista 2010 di Ballerup, in Danimarca. L'australiana Anna Meares ha vinto la medaglia d'oro.
L'evento, disputato in gara unica, si è tenuto il 24 marzo 2010 e ha visto impegnate 21 atlete di 20 Paesi differenti.

## Record del mondo
| Record del mondo | Record del mondo | Record del mondo   | Record del mondo | Record del mondo |
| ---------------- | ---------------- | ------------------ | ---------------- | ---------------- |
| WR               | 33"296           | Simona Krupeckaitė | Pruszków         | 25 marzo 2009    |

## Finale
| #  | Corridore          | 250m        | Tempo   | Velocità (km/h) |
| #  | Corridore          | 250m        | 250-500 | Velocità (km/h) |
| -- | ------------------ | ----------- | ------- | --------------- |
| 1  | Anna Meares        | 18”846 (1)  | 33”381  | 53.922          |
| 1  | 14”535 (2)         |             |         | 53.922          |
| 2  | Simona Krupeckaitė | 18”964 (2)  | 33”462  | 53.792          |
| 2  | 14”498 (1)         |             |         | 53.792          |
| 3  | Vol'ha Panarina    | 19”030 (3)  | 33”779  | 53.287          |
| 3  | 14”749 (4)         |             |         | 53.287          |
| 4  | Willy Kanis        | 19”062 (4)  | 33”801  | 53.252          |
| 4  | 14”739 (3)         |             |         | 53.252          |
| 5  | Sandie Clair       | 19”110 (5)  | 33”992  | 52.953          |
| 5  | 14”882 (5)         |             |         | 52.953          |
| 6  | Kaarle McCulloch   | 19”364 (9)  | 34”349  | 52.403          |
| 6  | 14”985 (6)         |             |         | 52.403          |
| 7  | Miriam Welte       | 19”329 (8)  | 34”407  | 52.314          |
| 7  | 15”078 (8)         |             |         | 52.314          |
| 8  | Gong Jinjie        | 19”280 (6)  | 34”538  | 52.116          |
| 8  | 15”258 (12)        |             |         | 52.116          |
| 9  | Lisandra Guerra    | 19”287 (7)  | 34”674  | 51.912          |
| 9  | 15”387 (15)        |             |         | 51.912          |
| 10 | Lin Junhong        | 19”818 (12) | 34”803  | 51.719          |
| 10 | 14”985 (6)         |             |         | 51.719          |
| 11 | Lee Wai Sze        | 19”554 (9)  | 35”442  | 50.787          |
| 11 | 15”888 (18)        |             |         | 50.787          |
| 12 | Anna Blyth         | 19”851 (13) | 34”974  | 51.466          |
| 12 | 14”123 (10)        |             |         | 51.466          |
| 13 | Jessica Varnish    | 19”680 (11) | 34”992  | 51.440          |
| 13 | 15”312 (13)        |             |         | 51.440          |
| 14 | Virginie Cueff     | 19”914 (14) | 35”017  | 51.403          |
| 14 | 15”103 (9)         |             |         | 51.403          |
| 15 | Monique Sullivan   | 20”190 (19) | 35”334  | 50.942          |
| 15 | 15”144 (11)        |             |         | 50.942          |
| 16 | Yvonne Hijgenaar   | 20”094 (17) | 35”418  | 50.821          |
| 16 | 15”324 (14)        |             |         | 50.821          |
| 17 | Rebecca James      | 19”943 (15) | 35”515  | 50.682          |
| 17 | 15”572 (17)        |             |         | 50.682          |
| 18 | Ol'ga Strel'cova   | 20”064 (16) | 35”601  | 50.557          |
| 18 | 16”098 (21)        |             |         | 50.557          |
| 19 | Helena Casas       | 20”168 (18) | 35”778  | 50.310          |
| 19 | 15”610 (19)        |             |         | 50.310          |
| 20 | Renata Dąbrowska   | 20”268 (20) | 35”864  | 50.189          |
| 20 | 15”596 (18)        |             |         | 50.189          |
| 21 | Elisa Frisoni      | 20”543 (21) | 36”255  | 49.648          |
| 21 | 15”712 (20)        |             |         | 49.648          |